# Клевцов, Михаил Петрович
Михаил Петрович Клевцов (25.10.1907 — 23.11.1986) — автоматчик роты автоматчиков 838-го стрелкового Кошицкого полка (237-я стрелковая Пирятинская Краснознамённая орденов Суворова 3-й степени и Богдана Хмельницкого 2-й степени стрелковая дивизия, 67-й стрелковый корпус, 1-я гвардейская армия, 4-й Украинский фронт), младший сержант, участник Великой Отечественной войны, кавалер ордена Славы трёх степеней.

## Биография
Родился 25 октября 1907 года в селе Прилепы Коротоякского уезда, ныне в составе Репьёвского района Воронежской области. Из семьи крестьянина. Русский.
Образование начальное. Трудился в колхозе.
С 1935 по 1938 годы служил в Красной армии на срочной службе. После увольнения в запас жил в городе Краматорск Сталинской области (ныне Донецкая область) Украинской ССР, работал на Новокраматорском машиностроительном заводе.
Там в начале Великой Отечественной войны оказался на оккупированной территории. Вновь был призван в Красную армию после освобождения этих мест, в апреле 1944 года Должокским районным военкоматом Каменец-Подольской области Украинской ССР.
В действующей армии на фронтах Великой Отечественной войны с мая 1944 года. Весь боевой путь прошёл в 838-м стрелковом полку 237-й стрелковой дивизии. За отличие в боях в Карпатах в сентябре 1944 года (первым ворвался в немецкую траншею и в ближнем бою уничтожил 3 солдат противника) награждён своей первой наградой – медалью «За отвагу».
Автоматчик роты автоматчиков 838-го стрелкового полка (237-я стрелковая дивизия, 17-й гвардейский стрелковый корпус, 18-я армия, 4-й Украинский фронт) младший сержант Клевцов Михаил Петрович отличился в Западно-Карпатской наступательной операции. В бою 17 января 1945 года у населённого пункта Сенья (Чехословакия) при отражении немецкой контратаки заметил группу гитлеровцев, пытавшихся пробраться в тыл нашим обороняющимся подразделениям, бросился им наперерез и огнём из автомата уничтожил 3-х солдат, остальные бросились назад. В бою на подступах к городу Кошице (Чехословакия, ныне в составе Словакии) 19 января 1945 года во главе отделения ворвался в траншею врага, сразил 8 солдат и очистил позицию от противника.
За образцовое выполнение боевых заданий Командования на фронте борьбы с немецкими захватчиками и проявленные при этом доблесть и мужество приказом частям 237-й стрелковой дивизии № 016/н от 4 февраля 1945 года младший сержант Клевцов Михаил Петрович награждён орденом Славы 3-й степени.
Младший сержант Клевцов Михаил Петрович успешно действовал и в последующих боях той же операции. 13 февраля 1945 года противник предпринял несколько сильных контратак у населённого пункта Веграбовице (7 километров западнее города Бельско-Бяла, Польша). При отражении очередной атаки с группой бойцов скрытно вышел во фланг контратакующему противнику, из автомата поразил 9 фашистских солдат, внёс в ряды врагов замешательство, чем содействовал отражению контратаки. в бою за населённый пункт Вешента (Польша) 21 февраля 1945 года первым поднялся в атаку, увлекая за собой бойцов, ворвался в расположение боевого охранения врага и гранатами уничтожил 4-х солдат.
За образцовое выполнение боевых заданий Командования на фронте борьбы с немецкими захватчиками и проявленные при этом доблесть и мужество приказом войскам 4-го Украинского фронта № 99/н от 8 мая 1945 года младший сержант Клевцов Михаил Петрович награждён орденом Славы 2-й степени.
Автоматчик роты автоматчиков 838-го стрелкового полка младший сержант Клевцов Михаил Петрович вновь проявил отвагу в Моравско-Остравской наступательной операции. В бою 19 апреля 1945 года одним из первых ворвался в населённый пункт Ольза (16 километров юго-восточнее города Ратибор, ныне город Рацибуж, Силезское воеводство, Польша), увлекая за собой остальных бойцов. В уличном бою обнаружил укреплённую позицию, с которой вели огонь по советским бойцам 4 немецких солдата, и уничтожил их одной метко брошенной гранатой. Когда в районе села Забелькау 25 апреля 1945 года противник перешёл в контратаку, с группой автоматчиков скрытно зашёл во фланг атакующему противнику, внезапно открыл огонь, при этом лично истребил 8 гитлеровцев и подавил 1 огневую точку. Представлен к награждению орденом Славы 2-й степени.
За образцовое выполнение боевых заданий Командования на фронте борьбы с немецкими захватчиками и проявленные при этом доблесть и мужество приказом войскам 1-й гвардейской армии № 077/н от 18 мая 1945 года младший сержант Клевцов Михаил Петрович награждён орденом Славы 2-й степени. Указом Президиума Верховного Совета СССР  от 30 декабря 1976 года был перенаграждён орденом Славы 1-й степени, став тем самым полным кавалером ордена Славы.
В 1945 году был демобилизован. Вернулся на родину. Работал в совхозе «Госплодопитомник» Острогожского района Воронежской области.
В последние годы жизни жил в родном селе Прилепы Репьёвского района Воронежской области. Скончался 23 ноября 1986 года. Похоронен в Прилепах Репьёвский район Воронежской области.

## Награды
- Орден Отечественной войны 1-й степени (1985)[2]
- Орден Славы 2-й (08.05.1945)[3] Указом Президиума Верховного Совета СССР  от 30 декабря 1976 года был перенаграждён орденом Славы 1-й степени, 2-й ( 18.05.1945)[4] и 3-й (04.02.1945)[5] степеней
- медали, в том числе:
  - «За отвагу» (12.10.1944)[6]
  - «В ознаменование 100-летия со дня рождения Владимира Ильича Ленина» (6 апреля 1970)
  - «За победу над Германией» (9 мая 1945[7])
  - «За освобождение Праги» (9 мая 1945[7])
  - «20 лет Победы в Великой Отечественной войне 1941—1945 гг.» (7 мая 1965[8])
  - «30 лет Победы в Великой Отечественной войне 1941—1945 гг.»[9]
  - «30 лет Советской Армии и Флота»[10]
  - «40 лет Вооружённых Сил СССР»[11]
  - «50 лет Вооружённых Сил СССР» (26 декабря 1967[12])
- Знак «25 лет победы в Великой Отечественной войне» (1970)

## Память
- На могиле установлен надгробный памятник
- Увековечен на Сайте МО РФ